# Metateratocephalida
Metateratocephalida är en ordning av rundmaskar. Metateratocephalida ingår i klassen Adenophorea, fylumet rundmaskar och riket djur.
Ordningen innehåller bara familjen Metateratocephalidae.